# 완전한 사랑 (1984년 드라마)
《완전한 사랑》은 1984년 5월 20일에 MBC TV에서 방영되었던 베스트셀러극장이다.

## 줄거리
광고회사의 조사부 과장으로 재직중인 35세의 노총각 윤두섭(임현식)은 어느 날 아르바이트 여대생들을 면담하는 자리에서 문성애(나종미)라는 학생을 만나게 된다. 항상 완전한 사랑을 꿈꾸던 소심한 성격의 두섭은 40여 차례의 맞선을 보고서도 상대를 만나지 못했기 때문에 문성애의 출연은 그에게 큰 희망을 주는데...

## 출연
- 임현식
- 나종미
- 전운
- 현석
- 박정자
- 김동주
- 박상조
- 정태섭
- 박태호
- 허기호
- 서은경
- 임영희
- 김지원
- 오현섭
- 김흥수
- 강상구
- 정성모
- 최한호
- 천호진
- 김응보
- 송영웅
- 견미리
- 허윤정